# Idaea completa
Idaea completa là một loài bướm đêm trong họ Geometridae.